# Maisa Ouzande
María Isabel Ouzande González, más conocida como Maisa Ouzande (Lamela, 1941) es una actriz de teatro gallega que estuvo radicada varios años en Argentina.

## Biografía
Nació en la ciudad de Lamela, en Pontevedra, en el año 1941. Su padre se llamaba José Ouzande, quien había emigrado a Estados Unidos en la década de 1920, donde consiguió trabajo en la Ford. Desde allí enviaba dinero a su familia en Galicia. Su padre volvió a su país de origen, pero en 1955 murió, y al año siguiente, su esposa y sus hijas partieron hacia Argentina, siguiendo a una hermana mayor de María Isabel que se había casado con un gallego emigrado a Argentina y la llamo. Maisa llegó a la Argentina con 15 años, radicándose en Ramos Mejía, en el gran Buenos Aires. Allí comenzó  a trabajar en una fábrica textil, mientras que estudiaba por la noche.
Se casó joven y tuvo su primer hijo, llamado Gustavo, a los 22 años. Recién en el año 1980 terminó el secundario. Años más tarde regresó a Galicia en 1983, instalándose en Estrada (Pontevedra). Emigró nuevamente a Buenos Aires. Recién en la década de 1980 se decidió a estudiar teatro, una pasión que había tenido desde niña pero nunca había podido satisfacer; al mismo tiempo que continuaba con sus actividades cotidianas, como atender el negocio familiar, que cerró recién en 1997.
En 1983 participó en una pequeña obra de teatro y comenzó a estudiar con Raúl Expósito Gándara. Trabajó con Ana María Campoy, Lito Cruz y Fernando Iglesias Sánchez; también fue dirigida por Tito Cossa. Durante estos años tuvo a su segunda hija Alejandra. Viajó en varias oportunidades de nuevo a Galicia, pero en ese entonces sin radicarse. Si bien actuó principalmente en obras trágicas, también hizo comedias.
Dirigió obras de teatro y enseñó teatro en el Club Español. Dirigió el grupo de teatro del Centro Gallego de Buenos Aires. En el teatro cumplió diferentes roles, como autora, directora, directora general, puesta en escena y adaptación. Regresó a Galicia donde volvió a actuar. Siguió activa al menos hasta el año 2015 cuando se presentó en el Centro Cultural Rosalía de Castro.